# Hendrik XXIV van Reuss-Ebersdorf
Hendrik XXIV van Reuss-Ebersdorf (Ebersdorf, 22 januari 1724 - aldaar, 13 mei 1779) was van 1747 tot aan zijn dood graaf van Reuss-Ebersdorf. Hij behoorde tot het huis Reuss.

## Levensloop
Hendrik XXIV was de oudste zoon van graaf Hendrik XXIX van Reuss-Ebersdorf uit diens huwelijk met gravin Sophia Theodora van Castell-Remlingen. Na de dood van zijn vader in 1747 werd hij graaf van Reuss-Ebersdorf.
Terwijl zijn ouders overtuigde aanhangers van de Evangelische Broedergemeente waren, had Hendrik XXIV weinig interesse in het piëtisme. In Ebersdorf, het centrum van deze religie in Thüringen, verbleef ook een kerkgemeenschap die onafhankelijk was van de Broedergemeente. Deze onafhankelijkheid werd door Hendrik bevestigd, in een decreet gedateerd van 1 juni 1761. Dit decreet liet ook de vestiging toe van ambachtslieden en handelaren die niet aangesloten waren bij een gilde.
In mei 1779 overleed Hendrik XXIV op 55-jarige leeftijd. Hij is onder andere een overgrootvader van koningin Victoria van het Verenigd Koninkrijk en een grootvader van koning Leopold I van België.

## Huwelijk en nakomelingen
Op 28 juni 1754 huwde hij met Caroline Ernestine (1727-1796), dochter van graaf George August van Erbach-Schönberg. Ze kregen zeven kinderen:
- Hendrik XLVI (1755-1757)
- Augusta (1757-1831), huwde in 1777 met hertog Frans van Saksen-Coburg-Saalfeld
- Louise (1759-1840), huwde in 1781 met vorst Hendrik XLIII van Reuss-Köstritz
- Hendrik LI (1761-1822), graaf en vorst van Reuss-Ebersdorf
- Ernestine Ferdinanda (1762-1763)
- Hendrik LIII (1765-1770)
- Sophie Henriëtte (1767-1801), huwde in 1787 met vorst Emich Karel van Leiningen

## Voorouders
| Voorouders van Hendrik XXIV van Reuss-Ebersdorf | Voorouders van Hendrik XXIV van Reuss-Ebersdorf                                                  | Voorouders van Hendrik XXIV van Reuss-Ebersdorf                                                  | Voorouders van Hendrik XXIV van Reuss-Ebersdorf                                                  | Voorouders van Hendrik XXIV van Reuss-Ebersdorf                                                  | Voorouders van Hendrik XXIV van Reuss-Ebersdorf                                                  | Voorouders van Hendrik XXIV van Reuss-Ebersdorf                                                  | Voorouders van Hendrik XXIV van Reuss-Ebersdorf                                                                        | Voorouders van Hendrik XXIV van Reuss-Ebersdorf                                                                        |
| ----------------------------------------------- | ------------------------------------------------------------------------------------------------ | ------------------------------------------------------------------------------------------------ | ------------------------------------------------------------------------------------------------ | ------------------------------------------------------------------------------------------------ | ------------------------------------------------------------------------------------------------ | ------------------------------------------------------------------------------------------------ | --- | --- |
| Overgrootouders                                 | Hendrik X van Reuss-Lobenstein (1621–1671) ∞ Maria Sibylle van Reuss-Obergreiz (1625-1675)       | Hendrik X van Reuss-Lobenstein (1621–1671) ∞ Maria Sibylle van Reuss-Obergreiz (1625-1675)       | Johann Friedrich zu Solms-Laubach (–) ∞ ? (–)                                                    | Johann Friedrich zu Solms-Laubach (–) ∞ ? (–)                                                    | Wolfgang Georg I zu Castell-Remlingen (1558–1631) ∞ Sophie Juliana von Hohenlohe-Weikersheim (–) | Wolfgang Georg I zu Castell-Remlingen (1558–1631) ∞ Sophie Juliana von Hohenlohe-Weikersheim (–) | Maximiliaan Erasmus Graaf van Zinzendorf-Pottendorf (1633-1672) ∞ Anna Amalia van Dietrichstein-Hollenburg (1638-1696) | Maximiliaan Erasmus Graaf van Zinzendorf-Pottendorf (1633-1672) ∞ Anna Amalia van Dietrichstein-Hollenburg (1638-1696) |
| Grootouders                                     | Hendrik X van Reuss-Ebersdorf (1662–1711) ∞ 1694 Erdmuthe Benigna van Solms-Laubach (1670-1732)  | Hendrik X van Reuss-Ebersdorf (1662–1711) ∞ 1694 Erdmuthe Benigna van Solms-Laubach (1670-1732)  | Hendrik X van Reuss-Ebersdorf (1662–1711) ∞ 1694 Erdmuthe Benigna van Solms-Laubach (1670-1732)  | Hendrik X van Reuss-Ebersdorf (1662–1711) ∞ 1694 Erdmuthe Benigna van Solms-Laubach (1670-1732)  | Wolfgang Dietrich van Castell-Castell (1641–1709) ∞ Dorothea Renata van Zinzendorf (1669–1743)   | Wolfgang Dietrich van Castell-Castell (1641–1709) ∞ Dorothea Renata van Zinzendorf (1669–1743)   | Wolfgang Dietrich van Castell-Castell (1641–1709) ∞ Dorothea Renata van Zinzendorf (1669–1743)                         | Wolfgang Dietrich van Castell-Castell (1641–1709) ∞ Dorothea Renata van Zinzendorf (1669–1743)                         |
| Ouders                                          | Hendrik XXIX van Reuss-Ebersdorf (1699-1749) ∞ Sophie Theodora van Castell-Remlingen (1703-1777) | Hendrik XXIX van Reuss-Ebersdorf (1699-1749) ∞ Sophie Theodora van Castell-Remlingen (1703-1777) | Hendrik XXIX van Reuss-Ebersdorf (1699-1749) ∞ Sophie Theodora van Castell-Remlingen (1703-1777) | Hendrik XXIX van Reuss-Ebersdorf (1699-1749) ∞ Sophie Theodora van Castell-Remlingen (1703-1777) | Hendrik XXIX van Reuss-Ebersdorf (1699-1749) ∞ Sophie Theodora van Castell-Remlingen (1703-1777) | Hendrik XXIX van Reuss-Ebersdorf (1699-1749) ∞ Sophie Theodora van Castell-Remlingen (1703-1777) | Hendrik XXIX van Reuss-Ebersdorf (1699-1749) ∞ Sophie Theodora van Castell-Remlingen (1703-1777)                       | Hendrik XXIX van Reuss-Ebersdorf (1699-1749) ∞ Sophie Theodora van Castell-Remlingen (1703-1777)                       |
| Hendrik XXIV van Reuss-Ebersdorf (1724-1779)    |                                                                                                  |                                                                                                  |                                                                                                  |                                                                                                  |                                                                                                  |                                                                                                  | | |